# Pseudothecadactylus cavaticus
Pseudothecadactylus cavaticus är en ödleart som beskrevs av  Harold Cogger 1975. Pseudothecadactylus cavaticus ingår i släktet Pseudothecadactylus och familjen geckoödlor. Inga underarter finns listade i Catalogue of Life.